# Aún te echamos de menos
Aún Te Echamos de Menos es un álbum recopilatorio que incluyen las nuevas versiones de remezclas de las canciones del  cantante José José, lanzada el 1 de noviembre de 2024 por Sony Music Entertainment. En el álbum también añade la canción inédita "Ya No Pienso en Ti", publicado el 25 de septiembre de 2024.

## Lista de canciones
| N.º   | Título                                                   | Duración |  |
| 1.    | «Ya No Pienso en Ti» (Inédita)                           | 3:08     |  |
| 2.    | «Mi Vida» (Solo en la edición Deluxe)                    | 4:11     |  |
| 3.    | «Me Basta» (Solo en la edición Deluxe)                   | 3:55     |  |
| 4.    | «Desesperado» (Solo en la edición Deluxe)                | 3:40     |  |
| 5.    | «Payaso» (Solo en la edición Deluxe)                     | 3:01     |  |
| 6.    | «Tú Me Estás Volviendo Loco» (Solo en la edición Deluxe) | 3:02     |  |
| 7.    | «¿Y Quién Puede Ser?» (Solo en la edición Deluxe)        | 3:42     |  |
| 8.    | «Me Vas a Echar de Menos» (Solo en la edición Deluxe)    | 2:59     |  |
| 9.    | «Almohada» (Solo en la edición Deluxe)                   | 3:34     |  |
| 10.   | «¿Y Qué?» (Solo en la edición Deluxe)                    | 3:09     |  |
| 11.   | «Volcán» (Solo en la edición Deluxe)                     | 4:48     |  |
| 12.   | «Preso» (Solo en la edición Deluxe)                      | 3:51     |  |
| 13.   | «Tú Ganas» (Solo en la edición Deluxe)                   | 3:01     |  |
| 14.   | «Seré» (Solo en la edición Deluxe)                       | 3:11     |  |
| 49:12 |                                                          |          |  |